# Андре Кастен
Андре Кастен (фр. André Castaigne; 7 січня 1861, Ангулем, Шаранта — 25 лютого 1929, Ангулем) — французький художник і гравер, учень Жана-Леона Жерома та Олександра Кабанеля. Згодом він став провідним ілюстратором у США.

## Біографія
Андре Кастень був сином Жана Еузева Жозефа Кастеня (1828—1902), який також був художником, і Матильди Дебушо. Його брат Жозеф Жан Дестрен Кастен (1859—1923) був поетом. У 1878 році він почав навчання в Академії Суісса. Через кілька місяців перейшов до Академії вишуканих мистецтв. Навчався в студії Кабанеля протягом року, перш ніж перейти до студії Жерома, де тричі виграв перше місце в загальному конкурсі — за малювання оголеної фігури, композицію та загальну майстерність. Його робота була відібрана на Римську премію тричі, і, хоча він ніколи не перемагав, це було досягненням, оскільки для конкурсу було відібрано лише десять картин.

## Рання кар'єра
Його перша виставка відбулася в Парижі в 1884 році, звідки його картина «Данте і Беатріс» вирушила в тур до Нового Орлеана, де привернула велику увагу. У 1887 році він виставив величезну картину «Потоп», яка пізніше була розміщена в муніципальній галереї його рідного міста Ангулема. У 1888 році він написав портрет віконта де Дамп'єра в його мисливській курткі, а в 1889 році створив картину «Після бою», яку пізніше придбала галерея Пібоді в Балтіморі.

## Американська кар'єра
Кастен провів шість місяців в Англії, а потім у 1890 році поїхав до Сполучених Штатів і залишався там до 1895 року. Він став директором художньої школи в Балтиморі «Charcoal Club», під його керівництвом школа, яка занепадала, процвітала і стала одною з кращих мистецьких шкіл регіону. У перший рік перебування в Америці він написав кілька портретів. У 1891 році він почав ілюструвати, завдяки чому став найбільш відомим американській публіці. Його першою роботою такого типу був The Forty-Niners' Ball в журналі «Century» за травень 1891 року, а потім The Bowery у грудні того ж року. Ці зображення життя Заходу принесли йому визнання. Після цього він створював ілюстрації для кількох провідних журналів. До його доробку увійшли фотографії техаських ковбоїв у журналі Scribner's Magazine—On the Great Cattle Trail (1892), частина серії під назвою Cattle Trails of the Prairies, а також малюнки та ілюстрації для Всесвітньої виставки в журналі Century. У 1893 році він створив вісім ілюстрацій до статті А. К. Флетчера про плем'я Омаха в «Столітті». Ілюстрував «Життя Олександра Македонського» Б. Вілера (1900), для якого він написав понад 36 картин і малюнків з листопада 1898 по жовтень 1899. Його робота для журналу Century включала багато подорожей, відвідування Корсики (1894), Італії (1895, 1896), Греції (1897) і Рейнська область (1898) для ілюстрації статей про подорожі Августина Біррелла. Для журналу «Century» він зробив понад 160 ілюстрацій. Він також працював для журналу «Гарперс меґезін» з 1901 по 1913 рік. Був офіційним художником Олімпійських ігор у 1896 році.

## Повернення до Франції
Після повернення до Франції в 1895 році він став викладачем в Академії Колароссі та відкрив студію в Парижі. Він залишався постійним європейським кореспондентом The Century і час від часу їздив до США, щоб зробити американські ілюстрації для журналу. Серед них Маммутова печера (1898) і Ніагарський водоспад (1899). Він також відвідав Канаду в цей час і виготовив Canadian Rapids з острова. Поступово фотографія замінила гравюру та літографію, і приблизно після 1910 року Кастень більше не робив фотографій подорожей. У Франції він опублікував «Fata Morgana» (1904), роман про мистецьке життя Парижа, який він проілюстрував. Протягом шести років у Франції, де він розподіляв свій час між зимовою студією в Парижі та літньою студією в Ангулемі, він проілюстрував «Життя Наполеона Бонапарта» Вільяма Міллігана Слоуна, «Сьогоднішній Париж» Річарда Вайтінга та «Шолом Наварри» Берти Ранкл.
Перебуваючи у Франції, Кастень був головним креслярем президента Франції Фелікса Фора, який нагородив його Червоною стрічкою ордена Почесного легіону.
Помер неодруженим у 1929 році в клініці Св. Марти в Ангулемі, куди його госпіталізували з грижею. Через ускладнення в результаті недотримання медичних інструкцій і підйому з ліжка це виявилося летальним.